# Vít Vokolek
Vít Vokolek (28. května 1936 Pardubice) je český archeolog a historik, průkopník archeologie ve východních Čechách, pocházející z pardubické umělecké rodiny.

## Rodina
Vít Vokolek se narodil v Pardubicích do umělecké rodiny jako jedno ze tří dětí českého nakladatele Vlastimila Vokolka (1903–⁠1985), který se znal s významnými českými literáty (např. Karel Čapek, Jaroslav Seifert). Jeho matka Helena, účetní, zemřela v listopadu 1960 při největší vlakovém nehodě v českých dějinách u Stéblové, kde zahynulo přes 100 osob.
Vítův dědeček Václav Vokolek založil v Pardubicích tiskárnu, kde Vít se svými sourozenci Vojtěchem a Ludmilou vyrůstal. Ve 30. letech 20. století se spolumajitelem stal Vítův otec Vlastimil a tiskárna byla přejmenována na V. Vokolek a synem.
Strýc Vojmír měl v druhém patře tiskárny zřízený ateliér a Vít jej tam často navštěvoval.
Vít se díky tomuto prostředí začal brzy zajímat o historii. Sám zažil tři bombardování Pardubic. Při jednom z náletů se v červenci 1944 ukrýval ve sklepení rodinné tiskárny spolu s rodinným přítelem básníkem a opatem Janem Anastázem Opaskem.
Komunistický převrat zásadním způsobem zasáhl do života celé rodiny. Stroje i další vybavení rodinné tiskárny bylo komunistickým režimem zničeno. Následně Vítův dědeček prodělal infarkt, kterému podlehl. Jeho dalším strýcem byl Vladimír Vokolek, jehož básnická díla bylo po roce 1948 zakázáno vydávat, a tak Vít jako člen rodiny měl v té době naprostý zákaz výjezdu do zahraničí. Nikdo z rodiny nesměl být zaměstnán v Pardubicích. (Vladimírův syn, a tedy Vítův bratranec Václav Vokolek je prozaik a básník.)

## Studium a pracovní dráha

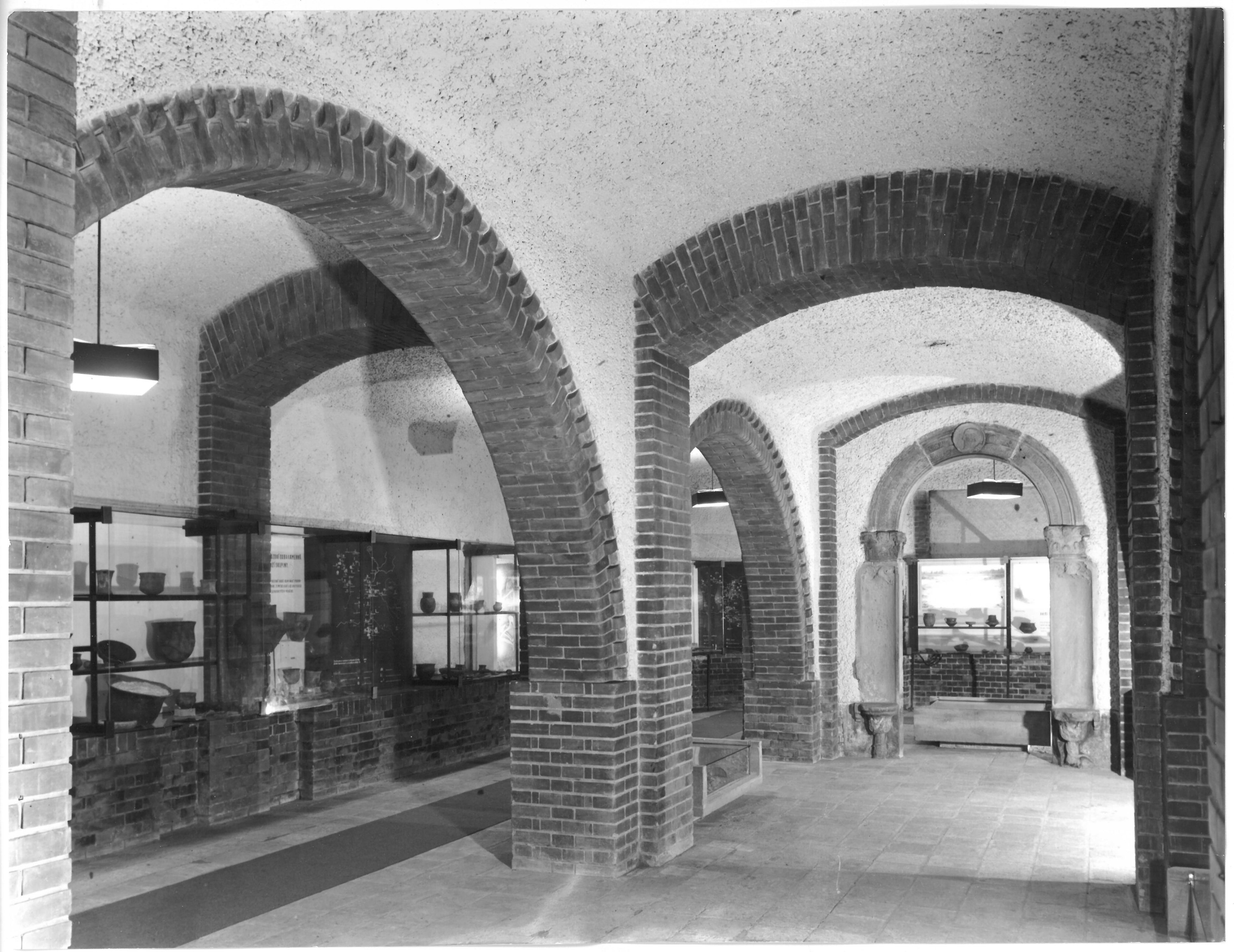
Výstava Pravěk východních a severovýchodních Čech, jejímž autorem byl Vít Vokolek

V roce 1947 nastoupil na gymnázium a po složení maturitní zkoušky chtěl pokračovat na vysokou školu. Vzhledem k nové době a jeho třídnímu původu to však bylo takřka možné. Přes špatná doporučení se díky podpoře pedagogů z fakulty podařilo Vokolkovi dostat na Filozofickou fakultu Univerzity Karlovy, kde studoval v letech 1954–1959. Dle systému umístěnek měl nastoupit ve Starém Mostě. Nakonec však díky známostem otce pro něj bylo zřízeno místo archeologa v krajském muzeu v Hradci Králové. V muzeu založil archeologické oddělení, které následně vedl jako ředitel, než byl z politických důvodů nahrazen. V roce 1965 byla instalována pod jeho vedením expozice Pravěk východních a severovýchodních Čech.
V roce 1968 probíhal v Plotištích nad Labem rozsáhlý archeologický výzkum. Polská okupační armáda si tyto výkopy podél silnice na Hradec Králové špatně vysvětlila a neštěstí bylo zažehnáno tím, že Vokolek odvolal své lidi z terénního výzkumu.
Od 90. let 20. století byl zaměstnán v Národním muzeu v Praze.
V roce 2021 žil stále v Pardubicích a stále pomáhal s výzkumem.

## Publikační činnost
Ve své práci se věnoval jak terénním archeologickým výzkumům, tak také publikační činnosti (dílčí studie i syntetické práce).

### Výběr z díla
- Vít Vokolek: Pravěk východních a severovýchodních Čech, Hradec Králové 1962.
- Vít Vokolek: Osady lužické kultury ve východních Čechách, Hradec Králové 1988.
- Vít Vokolek: Počátky osídlení východních Čech, Hradec Králové 1993.
- Vít Vokolek: Osady lužické kultury ve východních Čechách (část II.), Hradec Králové 1994.
- Vít Vokolek: Východočeská halštatská pohřebiště, Pardubice 1999.
- Vít Vokolek: Laténské nálezy z Dražkovic. Východočeský sborník historický, 1999, 8, s. 3–22.[1]
- Vít Vokolek: Pohřebiště lidu popelnicových polí v Ostroměři, Hradec Králové 1999.
- Vít Vokolek (ed): Období popelnicových polí a doba halštatská. Příspěvky z 5. kolokvia, Pardubice 2001.
- Vít Vokolek: Gräberfeld der Urnenfelderkultur von Skalice/Ostböhmen, Praha 2002.
- Vít Vokolek: Katalog sbírky oddělení prehistorie a protohistorie Národního muzea. III. Nálezy do roku 1913. = Katalog der Sammlung der Abteilung für Ur- und Frühgeschichte des Nationalmuseums III. Funde bis 1913, Praha 2007.

## Výstavy
Vít Vokolek stál také za řadou výstav uspořádaných krajským muzeem v Hradci Králové.

## Zajímavosti
V roce 2017 byl ve Východočeské galerii v Pardubicích o rodině Vokolkových uveden dokumentární film Vokolkovi. Vít je jedním ze tří průvodců příběhem.